# Juncus cyperoides
Juncus cyperoides är en tågväxtart som beskrevs av Jean Jacques Charles de Laharpe. Juncus cyperoides ingår i släktet tåg, och familjen tågväxter. Inga underarter finns listade i Catalogue of Life.